# جاك هوبر
جاك هوبر (بالإنجليزية: Jacques Huber)‏ (و. 1867 – 1914 م) هو عالم نبات من البرازيل .
توفي في بيليم .